# خیابان شربورن (تورنتو)
خیابان شربورن (انگلیسی: Sherbourne Street, Toronto) یک جاده در مرکز شهر تورنتو است.